# Sébastien Bonmalais
Sébastien Bonmalais, né le 6 février 1998 à Saint-Pierre (La Réunion), est un joueur professionnel de squash représentant la France. Il atteint en novembre 2024 la 21e place mondiale sur le circuit international, son meilleur classement.

## Biographie
Il atteint la finale des championnats de France en 2020, s'inclinant face à Lucas Serme. Après une année 2020 où il n'a pas pu jouer car touché par la pandémie de Covid-19, il dispute son premier championnat du monde lors de l'édition 2020-2021, s'inclinant au premier tour face à l'ancien champion du monde Karim Abdel Gawad au terme d'un match spectaculaire.

## Palmarès

### Titres
- Scottish Open : 2021[4]

### Finales
- Championnat de France : 2020
- Championnats d'Europe par équipes : 2024